# Амо
Амо — один з 5 мукімів (районів) округи (даера) Тембуронґ, на сході Брунею. Межує за Малайзією.

## Райони
- Пекан Бангар Лама
- Пекан Бангар Бару
- Перкемаан Бангар
- Кампонг Мененгаh
- Кампонг Сунгаі Сулок
- Кампонг Сунгаі Таніт
- Кампонг Сунгаі Танам
- Кампонг Балаянг
- Кампонг Семаманг
- Кампонг Буанг Булан
- Кампонг Белінгус
- Кампонг Батанг Туау
- Кампонг Сері Танйонг Белаянг
- Кампонг Пуні
- Кампонг Уйонг Йалан

| Бруней | Це незавершена стаття з географії Брунею. Ви можете допомогти проєкту, виправивши або дописавши її. |